# John W. Heston
John William Heston (Bellefonte, 1854. február 1. – ?, 1920. február 1.) egyetemi oktató, a Washingtoni Állami Egyetem második-, a Dél-dakotai Állami Egyetem harmadik-, valamint a Dakotai Állami Egyetem negyedik rektora.

## Élete
Heston 1854. február 1-jén született a Pennsylvania állambeli Bellefonte-ban. John édesapja a hintógyártó Elisha B. Heston, édesanyja pedig Catherine Eckel Heston. John Heston Boalsburgben járt iskolába, majd 18 éves kora betöltésekor beiratkozott a Centre Hall-i megyei normáliskolába, ahol két évig tanult.
Egy évnyi tanítás után Heston a Bellefonte-ban található Pennsylvaniai Állami Mezőgazdasági Főiskola (ma Pennsylvaniai Állami Egyetem) hallgatója lett, ahol 1879-ben BA-, 1881-ben pedig MA-fokozatot szerzett. 1879-ben Elisha Heston családjával a Kansas állambeli Plainville-be költözött.
Heston 1881. augusztus 16-án a Pennsylvania állambeli Harrisburgben feleségül vette Mary Ellen Caldert. Mary édesapja a Pennsylvaniai Állami Egyetemet 12 éven át vezető James Calder tiszteletes, édesanyja pedig Eliza D. Calder. A Heston házaspárnak két gyermeke született: Charles Ellis villamosmérnök, Edward pedig orvos volt.

## Munkássága
Miután Heston a mezőgazdasági főiskolán megszerezte diplomáját, tizenegy évig annak tanári karát erősítette. A férfi a mezőgazdasági oktatás segítőjeként hét évig felelt az előkészítő osztályokért, három évig pedig oktatástudományi és -művészeti oktató volt, mellyel az egyetem első professzora lett. John 1890-től a Pennsylvania Bar ügyvéde lett; szakmai gyakorlatát Seattle-ben töltötte, ahol 1890-ben gimnáziumi igazgató lett. Heston Washingtonban az oktatás egyik kiemelkedő alakja lett; a tanári szövetség 1891 decemberi találkozóján a középiskolák jelentőségéről és az oktatási módszerekről beszélt.
A Washingtoni Mezőgazdasági Főiskola (ma Washingtoni Állami Egyetem) igazgatótanácsa 1892. december 13-án John W. Hestont választotta az iskola második rektorának, aki az oktatást elindító George W. Lilleyt váltotta a poszton. Heston megbízatása rövid volt, mivel az állami törvényhozás lecserélte az igazgatótanács tagjait, akik saját jelöltjüket, Enoch A. Bryant választották a főiskola vezetőjévé.
John ügyvédi karrierjének befejeztével a Dél-dakotai Mezőgazdasági Főiskola (ma Dél-dakotai Állami Egyetem) rektora lett, mely tisztséget 1896-tól 1903-ig töltötte be; a visszaemlékezések szerint modernizálta az intézményt, új szakokat vezetett be, valamint a mezőgazdasági oktatást tudományos témakörökkel egészítette ki. Heston 1905-ben a Madison Állami Normáliskola (ma Dakota Állami Egyetem), a Dakotai Terület első tanárképző főiskolájának vezetője lett, mely tisztséget 1920-ban bekövetkezett haláláig töltötte be.
Heston a Seattle-i Egyetemen LL.D. fokozatot szerzett, majd 1894-ben tiszteletbeli doktori címet kapott, mellyel a nyugati telepesek oktatási problémáinak feltárásában tett erőfeszítéseit értékelték. A Dakotai Állami Egyetem adminisztrációs épülete John W. Heston tizenöt éves regnálásának emlékéül a Heston-csarnok nevet viseli.

## Fordítás
Ez a szócikk részben vagy egészben  a   John W. Heston című angol Wikipédia-szócikk ezen változatának fordításán alapul.  Az eredeti cikk szerkesztőit annak laptörténete sorolja fel. Ez a jelzés csupán a megfogalmazás eredetét és a szerzői jogokat jelzi, nem szolgál a cikkben szereplő információk forrásmegjelöléseként.